# 85-й отдельный лыжный батальон
85-й отдельный лыжный батальон — воинская часть вооружённых сил СССР в Великой Отечественной войне.

## История
Батальон сформирован в Архангельском военном округе в Коми в ноябре 1941 года.
В действующей армии с 20 декабря 1941 по 28 марта 1942 года.
Введён в бой в ходе Тихвинской операции, к концу декабря 1941 года вышел на Волхов. 27 декабря 1941 года под Киришами вошёл в состав 27-й кавалерийской дивизии и действует вместе с ней, пытаясь осуществить форсирование Волхова, захватывая плацдармы и ведя бои за их удержание в районе южнее Киришей.
Расформирован 28 марта 1942 года.

## Подчинение
| Дата            | Фронт (округ)    | Армия     | Корпус | Примечания                |
| --------------- | ---------------- | --------- | ------ | ------------------------- |
| 01.01.1942 года | Волховский фронт | 4-я армия | -      | -                         |
| 01.02.1942 года | Волховский фронт | 4-я армия | -      | в составе 27-й кавдивизии |
| 01.03.1942 года | Волховский фронт | 4-я армия | -      | в составе 27-й кавдивизии |